# 파우 로페즈
파우 로페스 사바타(Pau López Sabata, 1994년 12월 13일 ~ )는 스페인의 축구 선수이다. 현재 스페인 라리가의 레알 베티스에서 골키퍼로 뛰고 있다.